# Holzmaden
Holzmaden è un comune tedesco di 2 136 abitanti, situato nel land del Baden-Württemberg.
Piccola comunità sulla strada che collega Stoccarda a Ulma, è immersa fra quei prati e boschi che l'hanno resa famosa per i ricchi giacimenti fossili che vi sono stati rinvenuti, risalenti fino a 180 milioni di anni fa (Giurassico), e che non a caso compaiono anche sullo stemma cittadino.